# 谷清村
谷清村（やきよむら）は、千葉県印旛郡に存在した村。

## 地理
- 現在の千葉県白井市の南東部に位置している。
- 下総台地の中部に位置し、村のほとんどは台地となっている。
- 村のほとんどは農地であるが江戸時代までは印西牧の一部だった。

## 歴史
村名は江戸時代から存在した谷田村の谷、清戸村の清を組み合わせて谷清村となった。

### 村域の変遷
- 1889年（明治22年）4月1日 - 町村制施行に伴い、谷田村、清戸村、十余一村が合併して発足。同日に発足した白井村とともに白井村谷清村組合村が発足。
- 1913年（大正 2年）7月10日 - 永治村へ編入され、白井村谷清村組合村を廃止。白井村は単独村制となる。

| 1868年 以前 | 1868年 以前   | 1872年 (明治5) | 1889年 (明治22) 4月1日 | 1889年 (明治22) 4月1日  | 1913年 (大正2) 7月10日    | 1954年 (昭和29) 12月1日 | 1964年 (昭和39) 9月1日 | 2001年 (平成13) 4月1日 | 現在     |
| ----------- | ------------- | -------------- | ---------------------- | ----------------------- | ------------------------- | ----------------------- | ---------------------- | ---------------------- | -------- |
|             | 印西牧 の一部 | 十余一村       | 谷清村                 | 白 井 谷 清 村 組 合 村 | 永治村 に編入 組合村 解消 | 白井村 に編入           | 町制                   | 市制                   | 白 井 市 |
|             | 谷田村        |                | 谷清村                 | 白 井 谷 清 村 組 合 村 | 永治村 に編入 組合村 解消 | 白井村 に編入           | 町制                   | 市制                   | 白 井 市 |
|             | 清戸村        |                | 谷清村                 | 白 井 谷 清 村 組 合 村 | 永治村 に編入 組合村 解消 | 白井村 に編入           | 町制                   | 市制                   | 白 井 市 |

## 教育（廃止直前）

### 尋常小学校
- 谷清村立谷清尋常小学校

## 参考資料
- 角川日本地名大辞典 千葉県